# Okayama-præfekturet
Okayama-præfekturet (岡山県 Okayama-ken) er et præfektur i Japan.
Præfekturet ligger i regionen Chūgoku på den vestlige del af Japans hovedø Honshū. Det har et areal på 7.113 km2
og et befolkningstal på 1.878.884 (2021) indbyggere. Hovedbyen er byen Okayama.